# Spoorlijn 93 (Polen)

Traject

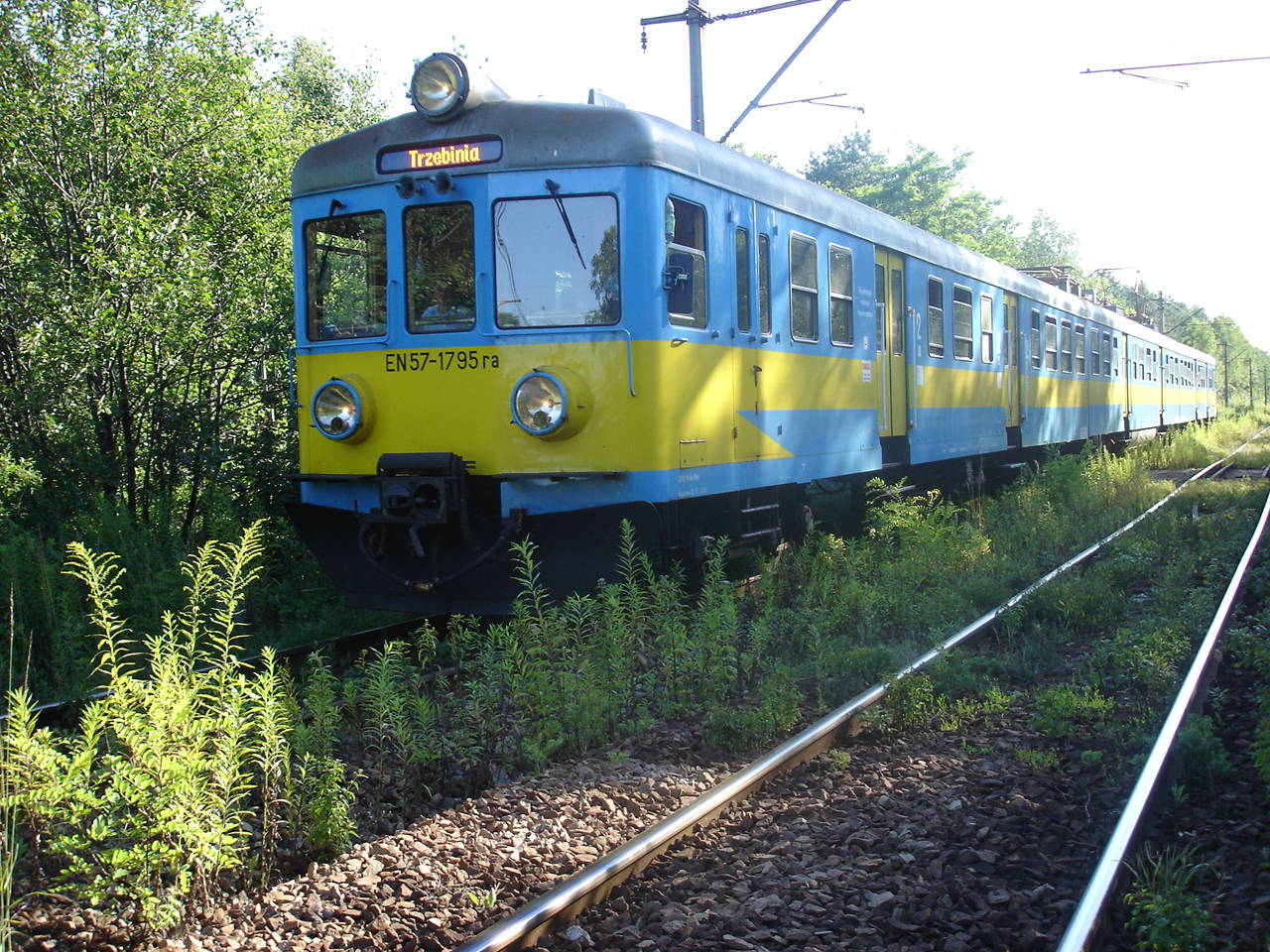
EN57-1795 bij Chrzanowa

Spoorlijn 93 is een spoorlijn in Polen tussen de stations Trzebinia en station Zebrzydowice (bij de Tsjechische grens) in de woiwodschappenn Klein-Polen en Silezië. De lengte is 80 km.

## Traject
- km 00 Trzebinia
- km 04 Chrzanów Śródmieście
- km 06 Chrzanów
- km 12 Libiąż
- km 18 Chełmek Fabryka
- km 22 Gorzów Chrzanowski
- km 26 Oświęcim
- km 32 Brzeszcze
- km 35 Brzeszcze Jawiszowice
- km 38 station Jawiszowice Jaźnik
- km 41 Dankowice
- km 44 Kaniów
- km 47 Czechowice-Dziedzice
- km 52 Zabrzeg
- km 54 Zabrzeg Czarnolesie
- km 61 Chybie
- km 65 Drogomyśl
- km 70 Pruchna
- km 77 Zebrzydowice